# Абордажна шабля
Абордажна шабля (англ. cutlass) — шабля, що використовувалася моряками та піратами в абордажних боях. За рахунок однолезового вигнутого клинка цей різновид шаблі має посилений рубаючо-колючий ефект. Служила не тільки в якості зброї, а і як господарський інструмент, наприклад для перерізання мотузки.Згідно з історичними даними абордажна шабля використовувалася піратами і моряками приблизно з другої половини XVI століття по початок XX століття, ще деякий час абордажна шабля відігравала роль символічної зброї.

## Загальні відомості
Термін «cutlass» (англомовна назва абордажної шаблі) з'явився XVII століття в Англії як варіація coutelas, французького слова XVI століття, вживаного щодо мачетеподібних клинків (у сучасній французькій споріднене couteau означає «ніж»). Це французьке слово, у свою чергу є спотвореним італ. coltellaccio, або «великий ніж», що походить від лат. cultellus, що означає «невеликий ніж». Абордажні шаблі використовувалися і в сухопутних боях, але запам'яталися світу як зброя моряків. Це було пов'язано з тим, що звичайні шаблі були ненадійними в абордажному бою. У свою чергу абордажна шабля була досить надійною внаслідок товстого міцного і водночас потужного клинка. За її допомогою без проблем можна було розрубати вітрила, товсті канати, а також елементи оснащення кораблів. Оскільки в абордажних шабель досить короткі клинки, з ними було зручно битися в тісних палубах кораблів, коли відбувалися абордажні сутички.
Велика маса, а також оптимальна для ведення ближнього бою ширина абордажної шаблі надавали значні переваги в рукопашному бою для того, хто її використовував. Нею можна було з легкістю перерубати абордажний канат, щоглу і навіть за кілька хвилин впоратися з масивними дерев'яними дверима. Невелика довжина і дивовижна міцність леза були незаперечними перевагами шаблі в порівнянні зі шпагами й рапірами. Вигнутий клинок давав змогу завдати сильнішого удару, причому компактні розміри забезпечували можливість орудувати цим видом абордажного спорядження в усі сторони.

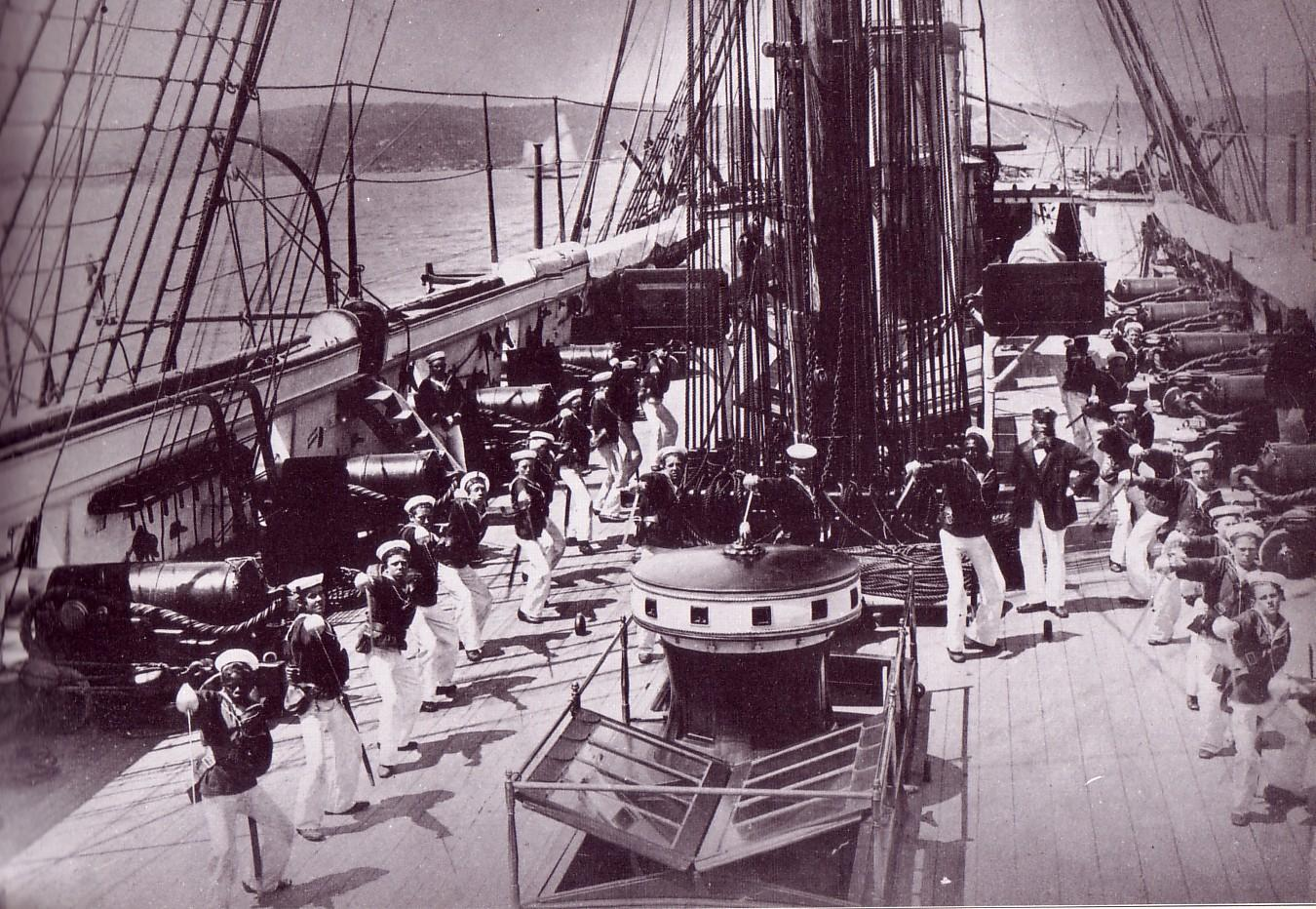
Тренування з абордажними шаблями на палубі HMS Wolverine, 1882 рік

Як відомо, абордажний бій втратив своє значення з появою парового флоту в середині XIX століття. Однак у деяких флотиліях до самого початку XX століття абордажні шаблі й далі використовувалися, але найчастіше саме як розпізнавальна офіцерська зброя. У 1936 році Королівські ВМС (Велика Британія) оголосили, що відтепер абордажні шаблі будуть використовуватися тільки в церемоніальних цілях, і ними не будуть озброюватися десантні загони.
Абордажна шабля залишалася офіційною зброєю ВМС США до 1949 року, хоча вже з початку 1930 року рідко використовувалася в тренуваннях. Останньою моделлю абордажної шаблі, прийнятої ВМС США, була модель 1917 року; попри те, що абордажні шаблі, виготовлені протягом Другої світової війни, були названі моделлю 1941 року, вони були лише злегка зміненими моделями 1917 року. Військовий інженер Корпусу морської піхоти США в своєму звіті писав, що вбив противника абордажною шаблею моделі 1941 року в Інчхоні під час Корейської війни.